# Antioksidativna zaštita
Antioskidativna zaštita je fiziološki proces koji u zdravom organizmu funkcioniše neprekidno i ima za cilj da spreči štetno delovanje prooksidativnih faktora. Iako je kiseonik neophodan za život, to samo po sebi ne znači da on nije opasan za njegovo očuvanje. U procesu stvaranja energije ćelije koriste kiseonik, koji u reakciji oksidacije može da stvara „nusproizvode“ poznate pod nazivom slobodni radikali ili ROS. Slobodnim radikalima nedostaje najmanje jedan elektron i zato oni neprestano nastoje da prisvoje jedan elektron iz okoline. Ako ovo njihovo dejstvo nije neutralisano antioksidansima, koji imaju sposobnost da slobodnom radikalu predaju elektron, dolazi, do lančane reakcije stvaranja isparljivih slobodnih radikale, koji mogu oštetiti zid ćelije, zidove krvnih sudova, proteine, masti, pa čak i DNK u jedru ćelije. Prema tome, iako su oksidacione reakcije od suštinskog značaja za život, one mogu biti fatalne. Kao rezultat toga, životinje i biljke su razvili složene sisteme antioksidativne zaštite sa mnogim vrstama antioksidanasa.
Ovaj proces slikovito možemo objasniti istim procesom koji rasečenu polovinu jabuke prebojava braon bojom ili površinu metalne ploče prekriva rđom.
Savremena medicinska literatura sve više opisuje oko 70 hroničnih degenerativnih bolesti koje su rezultat ovog procesa. Bolesti kao što su koronarne bolesti, rak, šećerna bolest, Parkinsonova bolest, artritis, makularna degeneracija, MS, lupus, samo su neke od mnogobrojnih bolesti nastale kao rezultat akumulacije malih oksidativnih promena koje se dešavaju tokom dužeg vremenskog perioda.

## Antioksidansi
Antioksidansi, prema najšire prihvaćenoj definiciji bioloških antioksidanasa koju je dao Halliwellsu 1990 su; “supstance koje prisutne u malim koncentracijama u odnosu na supstrat (biomolekul) koji se oksiduje, značajno usporavaju ili sprečavaju oksidaciju tog supstrata”.
Antioksidansi su definisani i kao supstance koje mogu štiti ćelije vlastitog organizma od štetnog delovanja oksidativnog stresa ili slobodnih radikala tj. (ROS)-a..
Antioksidansi mogu ispoljavati svoju aktivnost različitim mehanizmima zahvaljujući njihovoj sposobnosti da:
- deluju kao “hvatači” (skevindžer) slobodnih radikala,
- deluju kao donori elektrona,
- donori H-atoma peroksil ili hidroksil radikalima,

ili da:
- deluju kao akceptori elektrona,
- akceptori H-atoma ugljenikovih slobodnih radikala.

Podela antioksidanata prema nivou i načinu delovanja
Či i sar. (2001) klasifikovali su antioksidante prema nivou i načinu delovanja u ljudskom organizmu na: 
- Preventivne antioksidante, kojis sprečavaju nastanak slobodnih radikala. antioksidanti
- “Skevindžer” antioksidante, koji poseduju sposobnost da “hvataju” slobodne radikale.
- “Reparacione” antioksidante, koji deluju posebnim mehanizmima, obnavljajući ili uklanjajući

oštećene vitalne biomolekule koji nastaju u uslovima oksidativnog stresa. U “reparacione” 
antioksidante ubrajaju se fosfolipaze, proteaze, enzimi koji obnavljaju DNK, transferaze, itd.
Podela antioksidanata prema mestu nastajanja
Prema mestu nastajanja antioksidanti značajni za ljudski organizam dele se na: endogene i egzogene.
- Endogeni antioksidansi predstavljaju antioksidanse koji nastaju u ljudskom organizmu.
- Egzogeni antioksidansi (kao što im naziv govori) unose se putem hrane ili lekova (npr. fenolna jedinjenja[11] su jedna od najvažnijih grupa prirodnih egzogenih antioksidanasa, čija je aktivnost uslovljena strukturnim karakteristikama).

## Sistem antioksidativne zaštite
Sistem antioksidativne zaštite obuhvata enzimske i neenzimske antioksidanse, a svi antioksidansi mogu se podeliti i na ćelijske, membranske i ekstraćelijske antioksidanse.
Sistem antioksidativne zaštite koji obuhvata enzimske i neenzimske antioksidanse, i deluje na sledećim nivoima u kojima:
- Uklanja kiseonik ili smanjuje njegovu koncentraciju
- Uklanja jone metala koji su katalizatori u reakcijama oksidativnog stresa
- Uklanja superoksidni anjon, vodonik peroksid i druge reaktivna vrste kiseonika ROS (engl. ROS – Reactive Oxygen Species)
- Vezuje slobodne radikale kao što su:
- hidroksil—
- alkoksil—
- peroksil—

Reagujući sa slobodnim radikalima, antioksidanti ih pretvaraju u neradikale dajući im elektron a sami postaju slabo reaktivni radikali.

### Enzimski antioksidansi
Enzimski antioksidansi spadaju u celularne antioksidanse. Nalaze se u zdravima arterijama, u ćelijama arterijskih zidova, dok je ekstracelularna tečnost siromašna enzimskim antioksidansima. U enzimske antioksidanse spadaju: Superoksid dizmutaza (SOD)• Katalaza • Glutation peroksidaza • Glutation reduktaze i transferaze • Tiol-disulfid oksidoreduktaze • Peroksiredoksini

#### Superoksid dizmutaza (SOD)
Superoksid dizmutaza (SOD) je metaloenzim prisutan u svim eukariotskim ćelijama (ili u svim aerobnim ćelijama koje metaboliziraju kiseonik) i ekstracelularnoj tečnosti. Ona katalizuje dismutaciju superoksidnih anjona do vodonik peroksida i molekularnog
Superoksid dizmutaza (SOD) je metaloenzim prisutan u svim eukariotskim ćelijama (ili u svim aerobnim ćelijama koje metaboliziraju kiseonik) i ekstracelularnoj tečnosti. Ona katalizuje dismutaciju superoksidnih anjona do vodonik peroksida i molekularnog kiseonika.
Kod sisara postoje tri izoforme superoksid dismutaze:
Citosolna (Cu,Zn-SOD)
Cu, Zn-SOD se u suštini nalazi u svim ćelijama, gde je uglavnom lociran u citosolu, sa pojedinim aktivnostima i u lizozomima, peroksizomima, jedru i prostoru između unutrašnje i spoljašnje membrane mitohondrija. Cu predstavlja aktivno redoks mesto, a Zn je važan za strukturnu stabilizaciju aktivnog mesta. Cu-helirajući agensi, kao što je dietilditiokarbamat inhibiraju Cu, Zn-SOD.
Mitohondrijska (Mn SOD)
Mn-SOD je lokalizovana u mitohondrijama, neosetljiva je na CN- i ispoljava 10% ukupne ćelijske aktivnosti . Nalazi se u formi tetramera i ima glavnu ulogu u diferencijaciji ćelija, genezi tumora, kao i zaštiti od plućne intoksikacije izazvane hiperoksijom.
Vanćelijska (ekstracelularna) (EcSOD)
EC-SOD je lokalizovana u ekstracelularnom (vanćelijskom) prostoru. Ova izoforma takođe sadrži Cu i Zn u svom aktivnom centru i prisutna je u zidu arterija van ćelija. Enzim je vezan za heparin-sulfatne proteoglikane endotelnih ćelija. U srčanoj aorti enzim je smešten u vezivnom tkivu a proizvode ga glatke mišićne ćelije. Novija istraživanja ukazala su na to da je ovaj enzim prisutan u dva oblika, ali da je samo jedan od njih aktivan. Glatke mišićne ćelije vrše sintezu EC-SOD, koju regulišu citokini, faktori rasta, vazoaktivne supstance i oksidansi. Promene u enzimskoj aktivnosti EC-SOD mogu nagovestiti postojanje neke kardio-vaskularne bolesti. Na povećanje aktivnosti EC-SOD utiče angiotenzin II i hipertenzija. Aktivnost EC-SOD može biti inhibirana raznim agensima kao što su azidi, cijanid, dietilditiokarbamat i dr. EC-SOD je otporna na visoku temperaturu, ekstremne  vrednosti i visoke koncentracije ureje.
Ključna uloga SOD je da zaštiti NO sintetisan od strane endotelnih ćelija. Naime, superoksidni anjon može da stupi u reakciju sa azot monoksidom pri čemu nastaje toksičan peroksinitritni anjon (ONOO-).
Reakcijom između O2.- i . ne dolazi samo do gubitka aktivnosti NO, već i do nastanka peroksinitritnog anjona koji je, kao moćan oksidans, uključen u mnoge patofiziološke procese. Pri fiziološkom pH, peroksinitrit se nalazi u obliku peroksinitritne kiseline. U zidu krvnog suda, peroksinitrit i peroksinitritna kiselina mogu doprineti lipidnoj peroksidaciji i oštećenju membrane.
NO je važan dilatator krvnih sudova koji inhibira poliferaciju vaskularnih glatkih mišićnih ćelija kao i agregaciju trombocita i na taj način pokazuje antiaterogena svojstva. Gubitak bioaktivnosti NO ima važnu ulogu tokom ranog procesa ateroskleroze.
Iz svega navedenog, može se zaključiti da SOD, kao antioksidans koji štiti NO, ima važnu protektivnu ulogu u nastanku ateroskleroze i drugih kardiovaskularnih bolesti.

#### Katalaza i peroksidaza
Katalaza i peroksidaza su dva tipa enzima koja metabolišu H2O2 koji je nastao u rekcijama dismutacije O2.- ili u rekcijama koje katalizuju enzimi oksidaze uključujući i ksantin oksidazu.
Katalaza direktno razgrađuje H2O2 do vode i molekulskog kiseonika, dok peroksidaza eliminiše H2O2 tako što ga koristi za oksidaciju drugog supstrata.
Katalaza
Peroksidaza
Katalaza je hem protein koji se nalazi u peroksozomima, osim u ćelijama kao što su eritrociti koji ne sadrže ove organele, gde je katalaza citoplazmatski enzim.

#### Glutation peroksidaza i reduktaza
Glutation peroksidaza je tetramerni enzim za čiju je aktivnost neophodan selen. Ovaj seleno protein u svom aktivnom centru umesto normalnog cisteina, sadrži selenocistein. Selen, koji je zamenio sumpor u cisteinu, povećava nukleofilna svojstva i jonizuje brže da oslobodi proton, čime se postiže veća efikasnost enzima kao katalizatora.
Glutation peroksidaza, zajedno sa katalazom učestvuje u otklanjanju  . U reakciji sa  redukovani oblik glutationa (GSH) prelazi u oksidovani oblik (GSSG) i nastaje voda.
Najvažnije što se tiče oksidativnih promena u zidu arterija je to što glutation peroksidaze mogu da katalizuju glutation (GSH) zavisne redukcije lipidnih peroksida (LOOH) do odgovarajućih alkohola (LOH).
Peroksidaze koji sadrže selen sačinjavaju familiju enzima kojoj pripadaju najmanje četiri tipa enzima. „Klasična“ glutation peroksidaza (cGPx) deluje na  i hidroperokside masnih kiselina i holesterola, ali ne i na esterifikovane lipide kao što su oni prisutni u lipoproteinima . Fosfolipidna hidroperoksidna glutation peroksidaza (PHGPx) je jedini enzim za koji se zna da redukuje lipidne hidroperokside iz lipoproteina. Ova izoforma je vezana za membranu, i kao i cGPx se ne nalazi u ekstracelularnim tečnostima.
Glutation reduktaza ima ulogu o održavanju rezervi redukovanog glutationa u ćeliji, tako što koristi redukovanu energiju iz pentoza fosfatnog puta (NADPH). Čak i kada su prisutne velike količine H2O2 ovaj enzim je veoma efikasan u održavanju ćelijskih rezervi glutationa.
Intracelularni odnos oksidovanog i redukovanog glutationa (GSSG/GSH) je odraz oksidativnog stanja ćelije i pokazatelj detoksikacionih kapaciteta ćelije.

#### Peroksiredoksini
Peroksiredoksini su familija antioksidativnih enzima koji katalizuju redukciju , organskih hidroperoksida, kao i peroksinitrita . Peroksiredoksini postoje kao homodimeri i svi na svom amino kraju sadrže cisteinski ostatak (-SH), koji se u reakciji sa  prevodi u sulfeninu kiselinu (R-SOH). Ovim se enzim inaktivira, ali postoji mogućnost vraćanja njegove aktivnosti dejstvom tioredoksina. Pored uloge koju imaju kao peroksidaze, pojedini članovi familije peroksiredoksina imaju mnogo uloga povezanih sa različitim biološkim procesima, kao što su ćelijska poliferacija, diferencijacija i ekspresija gena.

### Neenzimska antioksidativna zaštita
U neenzimske antioksidanse spadaju i antioksidansi koji primarno zadržavaju potencijalno opasne jone gvožđa i bakra u svojoj neaktivnoj formi, i na taj način onemogućavaju njihovo učešće u produkciji slobodnih radikala.
U neenzimske antioksidanse spadaju; transferin, feritin, haptoglobin, hemopeksin, albumin, ceruloplazmin, metalotioneini
Transferin
Transferin predstavlja kompleks uz čiju pomoću se gvožđe transportuje kroz cirkulaciju do ciljnih ćelija. Svaki molekul transferina vezuje po dva molekula Fe3+.
Feritin
Feritin predstavlja glavni depo intracelularnog gvožđa. U malim količinama se nalazi i u plazmi, ali se njegova količina u njoj može povećati pri uvećanim vrednostima gvožđa.
Laktoferin
Pored transferin i feritin proteina, mogućnost da vezuju gvožđe i na taj način ispolji antioksidativne osobine ima i laktoferin.
Haptoglobin i hemopeksin
Haptoglobin i hemopeksin su proteini koji vezuju hemoglobin, mioglobin i druga jedinjenja koja sadrže hem i koja zbog toga imaju mogućnost da ubrzavaju lipidnu peroksidaciju.
Albumin i ceruloplazmin
Albumin vezuje bakar, hem i HOCl. Bakar vezan za albumin se transportuje do jetre gde se ugrađuje u ceruloplazmin. Smatra se da ceruloplazmin ima ulogu ferooksidaze, te omogućava brzo vezivanje nastalog Fe3+ za transferin. Takođe, u reakcijama ferooksidacije, ceruloplazmin redukuje kiseonik u vodu, a da se pri tome ne oslobađa ROS.
U neenzimske antioksidanse još spadaju i: glutation, askorbinska kiselina, α-tokoferol, ubihinon CoQ10H2, β-karoten, mokraćna kiselina, bilirubin.
Glutation
Glutation (γ-glutamil-cisteinil-glicin) je tripeptid koji se u skoro svim ćelijama nalazi u visokim koncentracijama i koji u vodi pokazuje visoku rastvorljivost. Nalazi se u citoplazmi, jedru i mitohondrijama i glavni je rastvorni antioksidans u ovim delovima ćelije. Glutation je glavni neproteinski tiol. Ovaj peptid karakteriše neobična peptidna (neobičnost se ogleda u tome što u rekciju građenja peptidne veze sa cisteinom ne stupa α –COOH, već γ –COOH glutaminske kiseline) koja sprečava nespecifičnu desaturaciju hidrolitičkim enzimima koji napadaju normalnu peptidnu vezu.
Zbog svoje reaktivne sulfhidrilne grupe, koja potiče od ispoljenog cisteina, glutation spada među osnovne učesnike u ćelijskom antioksidativnom sistemu. Atom sumpora u sulfhidrilnoj grupi se lako prilagođava gubitku jednog elektrona i dužina života tiol radikala može biti dosta duža od drugih slobodnih radikala. Pri fiziološkim pH sulfhidrilne grupe mogu i da se delimično jonizuju, stvarajući na taj način tiolatni anjon koji je reaktivniji nukleofil (odgovoran je za rekcije tiola u metabolizmu ksenobiotika). Reakcije sulfhidrilnih grupa u toku oksidativnog stresa uključuju slučajeve u kojima su važni i sumporni radikali i tiolatni anjoni.
jonizacija: 
Glutation se oksiduje sa  ili nekim drugom lipidnim peroksidom do glutation disulfida uz pomać glutation peroksidaze ili nekim drugim enzimom, što pokazuje da glutation može da detoksikuje i rastvorne i lipidne perokside. Glutation disulfid se kasnije redukuje posredstvom glutation reduktaze, koristeći NADPH kao redukciono sredstvo. Koncentracija glutationa u ćeliji ima glavni efekat na njegovu antioksidacionu ulogu i u toku oksidativnog stresa, ona značajno opada. U toku oksidativnog stresa, glutation sa proteinima koji takođe sadrže sulfhidrilne grupe stvara disulfidne veze (S-tiolacija) i na taj način sprečava oksidaciju proteinskih –SH grupa i njihovo unakrsno povezivanje pomoću S-S mostova
Askorbinska kiselina (vitamin C)
Askorbinska kiselina (vitamin C) je hidrosolubilni vitamin koji kod biljaka i nekih životinja nastaje iz glukoze preko urinske kiseline. Kod čoveka, zbog nedostatka enzima L-gulonolakton oksidaze, ova reakcija nije moguća, tako da čovek neophodne količine vitamina C mora da unosi ishranom. U nizu istraživanja, u kojima je ispitano delovanje antioksidativnog odbrambenog sistema na molekule LDL i ostale lipide humane plazme, dokazano je da prvu odbrambenu liniju čini hidrosolubilni vitamin C, koji učinkovitom zaštitom LDL holesterola od oksidacije usporava razvoj ateroskleroze. Vitamin C je vrlo jako redukciono sredstvo, čiji su antioksidacijski učinci dokazani in vitro i in vivo. Prema rezultatima ogleda in vitro, peroksidacija lipida započinje u trenutku kada u plazmi, u prisustvu nekog oksidansa, sva raspoloživa količina vitamina C pređe iz redukovanog u oksidovani oblik. Vitamin C može sprečiti ne samo peroksidaciju lipida koju izazivaju hidroksilni radikali, nego i neki drugi patofiziološki činioci oksidativnog stresa, kao što su aktivirani neutrofili, dim cigarete, itd.
Vitamin C igra važnu ulogu u procesima odbrane organizma, i potpomaže imunološke funkcije u zaštiti organizma od dejstva bakterija i virusa. Svojim dejstvom protiv uticaja slobodnih radikala može doprineti smanjenju kognitivnih degeneracijskih promena koje se javljaju sa starenjem. Pored toga neophodan je za održavanje zdravlja kože, zglobova i kostiju, pravilnu izgradnju hrskavice, kao i za pravilno funkcionisanje nervnog sistema.
Vitamin C učestvuje i u obnovi urata, glutationa, vitamina E i β-karotena iz njihovih odgovarajućih oksidovanih oblika. Nedostatak ovog vitamina izaziva oboljenje koje se naziva skorbut. Takođe ima važnu ulogu u održavanju normalne strukture krvnih sudova i pravilno funkcionisanje kardiovaskularnog sistema, a učestvuje i u procesima apsorpcije gvožđa.
Vitamin E (α-tokoferol)
Vitamin E ima snažan antioksidacijski učinak. On kao antioksidans, zajedno sa selenom iz hrane sprečava oksidaciju poli-nezasićenih masnih kiselina, štiti nezasićene membranske lipide od oksidacije, reaguje sa slobodnim radikalima, koji oštećuju ćelijsku membranu i DNK bez formiranja novih slobodnih radikala u procesu. Svojim antioksidacijskim svojstvima odlaže starenje i odumiranje ćelija, a ima ulogu i u razvoju i održavanju funkcije nervnog i mišićnog sistema.
Mehanizam delovanja vitamina E kao antioksidansa u razvoju ateroskleroze je višestruk. Vitamin E je smešten u membranama i lipoproteinima, gde može da prekine lančanu reakciju oksidacije LDL-holesterol, pokrenutu slobodnim radikalima, smanji adheziju i agregaciju trombocita. Pretpostavlja se da vitamin E na trombocitima smanjuje razvoj dugačkih, tankih pseudopodija prisutnih tokom njihove adhezije na površinu, tako da trombociti bogati vitaminom E stvaraju samo kratke pseudopodije, koje onemogućuju taj proces. Pored toga, vitamin E učestvuje i u održavanju arterijske vazodilatacije inhibicijom sinteze prostaglandina E2, a potenciranjem sinteze prostaglandina I2 (prostaciklina).
Ubihinon 
Koenzim  pripada grupi jedinjenja koja su poznata kao ubihinoni. Ubihinoni su liposolubilni molekuli koji se u organizmu sintetišu kao benzohinonske strukture sa 1 do 12 izoprenskih jedinica. Koenzim  sadrži 10 izprenskih jedinica i to je dominantan oblik u ljudskom organizmu koji se nalazi u svim ćelijskim membranama i lipoproteinima. Njegova sposobnost da prima i donira elektrone je važna za njegove fiziološke funkcije i koenzim  može da postoji u tri oksidativna stanja:
- potpuno redukovani oblik – ubihinol-10
- intermedijalni ubisemihinon radikal
- potpuno oksidovani oblik – ubihinon-10

Koenzim Q je odgovoran za normalno funkcionisanje elektronskog transportnog lanca u okviru mitohondrijalnog respiratornog sistema. Koenzim Q deluje sinergistički sa vitaminom E. U svom redukovanom obliku, ubihinol je efektivan liposolubilni antioksidans.  može da inhibira proteinsku i lipidnu oksidaciju u ćelijskim membranama. On takođe predstavlja i prvu liniju liposolubilnih antioksidanasa koji učestvuju u odbrani LDL čestica od lipidne peroksidacije, iako je prisutan u manjim količinama od α-tokoferola. Ubihinol-10 redukuje α-TO.
Koenzim Q10 je neophodan za pravilno funkcionisanje mnogih organa i hemijskih reakcija u organizmu, za koje obezbeđuje dovoljnu količinu energije u ćelijama. Koenzim Q10 je supstanca slična vitaminu koja je pronađena u ljudskom organizmu, najviše u srcu, jetri, bubrezima i pankreasu. U organizam se unosi mesom i plodovima mora.
Koenzim Q10 se može sintetisati u laboratoriji. Koristi se kao lek za lečenje bolesti srca i krvnih sudova, kao što su insuficijencija rada srca, bol u grudima (angina pektoris), visok krvni pritisak i srčanih problema povezani sa terapijom kancera. Takođe se koristi u lečenju dijabetesa, oboljenja desni (direktnim nanošenjem na sluzokožu desni), kancera dojke, Hantingtonove bolesti, Parkinsonove bolesti, mišićne distrofije, sindroma hroničnog umora i Lajmske bolesti. Veruje se da koenzim Q10 sprečava gubitak kose, u toku uzimanja varfarina, leka koji se koristi za sprečavanje zgrušavanja krvi.
Βeta-karoten
Beta-karoten je antioksidans koji u molekulama LDL ulazi u odbrambene antioksidacijske reakcije tek nakon što se iscrpe sve raspoložive količine vitamina E.Vrlo efikasno deluje protiv kiseoničnih slobodnih radikala, a može i da inhibira i peroksidaciju lipida. Prema rezultatima eksperimenata in vitro, beta-karoten je efikasan "hvatač" slobodnih radikala samo pri niskom pritisku kiseonika. U poređenu sa vitaminom E, β-karoten je slabi antioksidans, a u humanim LDL prisutan je u koncentraciji koja iznos svega 1/20 koncentracije vitamina E.
Mokraćna kiselina
Mokraćna kiselina nastaje u rekciji oksidacije hipoksantina i ksantina uz učešće enzima ksantin oksidaze i dehidrogenaze. Kod mnogih životinjskih vrsta mokraćna kiselina se metaboliše pomoću enzima urat oksidaze. Kod čoveka nedostatak ovog enzima dovodi do nagomilavanja mokraćne kiseline u visokim koncentracijama (200 – 400 µmol) u krvi. Unutar ćelije, urati su prisutni u mnogo manjoj koncentraciji. Urati mogu direktno da uklanjaju singlet kiseonik, hidroksilni anjon i peroksil radikale, oksidanse nastale dejstvom enzima i CO3-. i .NO2 nastao od ONOO-. Urati takođe vezuju prelazne metale koji mogu biti odgovorni za lipidnu peroksidaciju LDL-a u zidu krvnih sudova. Reakcija urata i 1e-oksidanasa vodi ka stvaranju urat radikala koji može biti redukovan vitaminom C. Za razliku od vitamina C, urati nisu u mogućnosti da redukuju α-TO..
Bilirubin
Bilirubin je krajnji produkt degradacije hema kod ljudi. Tokom svakog dana se produkuje oko 275 mg ili 500 mmol bilirubina. Bilirubin je jako redukciono sredstvo i efektivan antioksidans. U ekstracelularnoj tečnosti se nalazi oko 15 µM bilirubina koji je uglavnom vezan za albumin. Slobodan ili vezan za albumin, bilirubin je sposoban da redukuje α-TO. i inhibira lipidnu peroksidaciju, iako predstavlja dugu liniju odbrane, posle vitamina C.

## Spoljašnje veze
Медији везани за чланак Antioksidativna zaštita на Викимедијиној остави

- U.S. National Institutes of Health, Office of Dietary Supplements
- MedlinePlus: Antioxidants.